# Júnior Morales
Júnior Exequiel Morales Maradiaga es un futbolista hondureño, desempeñándose en la posición de guardameta.

## Biografía
Júnior Morales, nació en la ciudad de San Pedro Sula, departamento de Cortés, un 23 de marzo de 1978. Se inició desde niño en clubes de la ciudad y luego fue guardameta suplente, del Real Club Deportivo España, equipo donde habían demostrado sus cualidades los mejores guardametas de Honduras como: Julio César Arzú, Wilmer "supermán" Cruz y Milton "Chocolate" Flores.

### Trayectoria deportiva
Júnior Morales tuvo su debut en el año 2000 en el equipo "aurinegro" y luego jugó defendiendo los colores del Club Deportivo Platense; seguidamente en 2003, a la muerte trágica del guardameta titular "Chocolate" Flores; Morales se quedó en la titularidad del Real España, hasta el 2005 que es cuando cambia al equipo Broncos UNAH, al año siguiente 2006 es traspasado al Hispano y en el 2007 defiende al Deportes Savio de Santa Rosa de Copán, en 2008 regresa al Platense, en 2009 defiende la portería de los "Cocoteros" del Club Deportivo Vida y al año siguiente (2010) regresa al Deportes Savio. En 2010 regresa nuevamente a la costa norte de Honduras para defender al Club Deportivo Victoria ya que el portero titular John Bodden ha sido traspasado al Necaxa. En la temporada 2012 su equipo es el Deportes Savio. Su club actual es el Parrillas One club con el que fichó en el apertura 2015